# 1828 en science
| Années de la science : 1825 - 1826 - 1827 - 1828 - 1829 - 1830 - 1831    |
| Décennies de la science : 1790 - 1800 - 1810 - 1820 - 1830 - 1840 - 1850 |

Cet article présente les faits marquants de l'année 1828 en science.

## Événements
- 7 janvier : Henry Duncan présente à la Royal Society of Edinburgh une étude sur des empreintes fossiles relevées dans des grès rouges du Permien à Corncockle Muir dans le Dumfriesshire[1]. Le document, publié en 1831, est le premier rapport scientifique sur des empreintes fossiles[2].

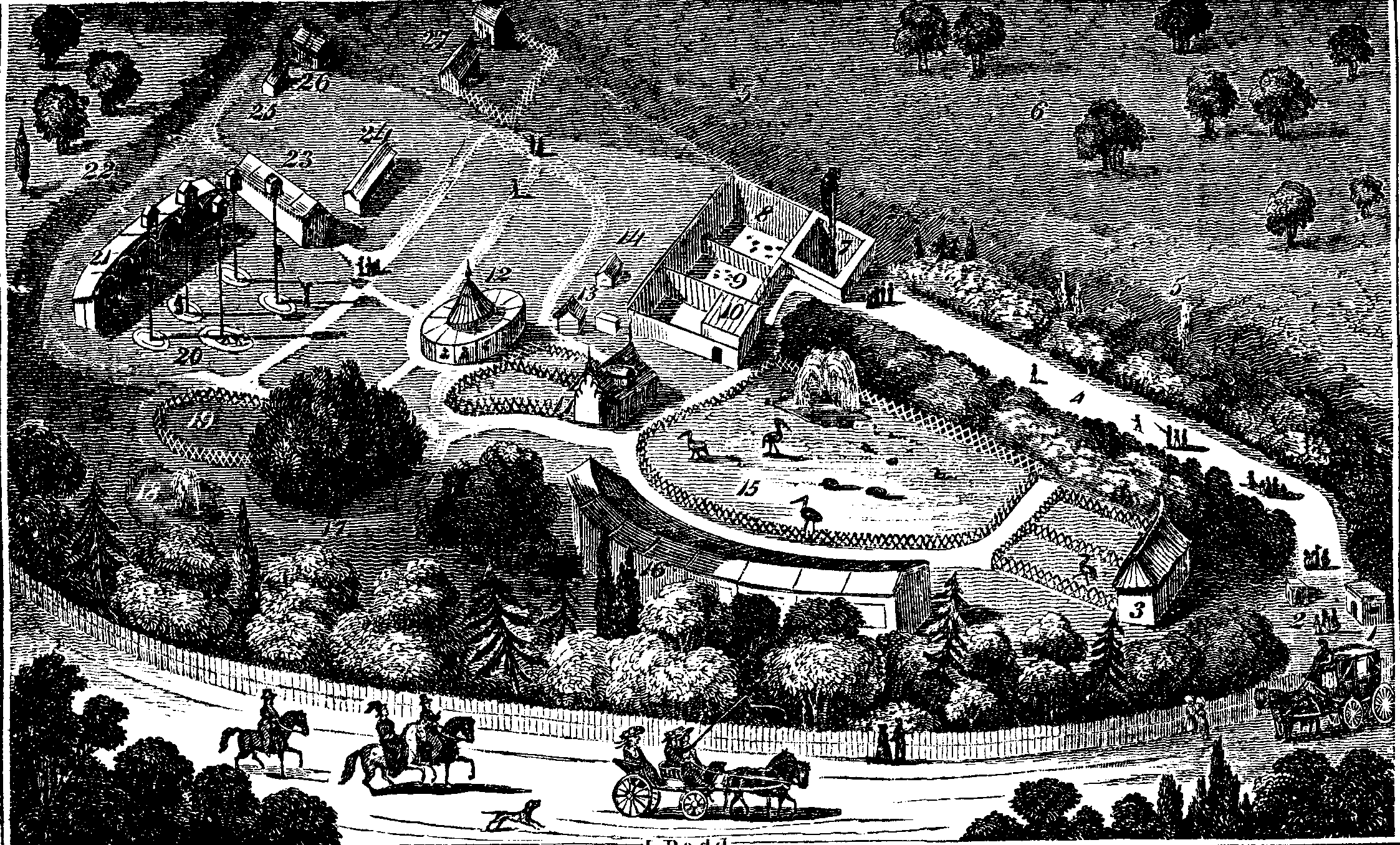
Les jardins de la Zoological Society vers 1828.

- 27 avril : inauguration du zoo de Londres[3].
- 1er octobre : l'inventeur écossais James Beaumont Neilson obtient un brevet pour un procédé consistant à préchauffer l’air soufflé dans les hauts fourneaux utilisés en sidérurgie[4].
- Décembre : Mary Anning découvre dans les schistes marins du Dorset le premier fossile de ptérodactyle (Pterodactylus macronyx) trouvé hors d'Allemagne[5].

- Découverte de la nécropole étrusque de Vulci, fouillée en octobre par Alexandrine et Lucien Bonaparte en 1828-1829. Trois mille vases peints sont retrouvés dans les tombes[6].

- Le chimiste allemand Friedrich Wöhler synthétise l’urée, première synthèse d'un composé organique[7].
- Antoine Bussy et Friedrich Wöhler isolent pour la première fois le nouvel élément béryllium par réduction de son chlorure par le potassium[8].
- Le physicien hongrois Ányos Jedlik invente un moteur électrique fonctionnel.

## Publications
- Karl Ernst von Baer :  Über Entwickelungsgeschichte der Tiere. Baer fonde l’embryologie comparée et introduit notamment la notion de feuillet embryonnaire.
- Adolphe Brongniart : Prodrome d'une histoire des végétaux fossiles, Paris, F.G. Levrault.
- George Green : An Essay on the Applications of Mathematical Analysis to the Theories of Electricity and Magnetism (Essai sur l'application de l'analyse mathématique aux théories de l'électricité et du magnétisme ).Green établit la théorie du potentiel et détermine l'expression de fonctions-potentiels élémentaires applicables à l'électromagnétisme et établit un théorème essentiel d'intégration dit théorème de Green[9].

- Félix Savary : Mémoire sur les orbites des étoiles doubles. Premier calcul d'une orbite relative de binaire visuelle pour ξ Ursae Majoris.

## Prix
- Médailles de la Royal Society
  - Médaille royale : William Hyde Wollaston et Johann Franz Encke

## Naissances

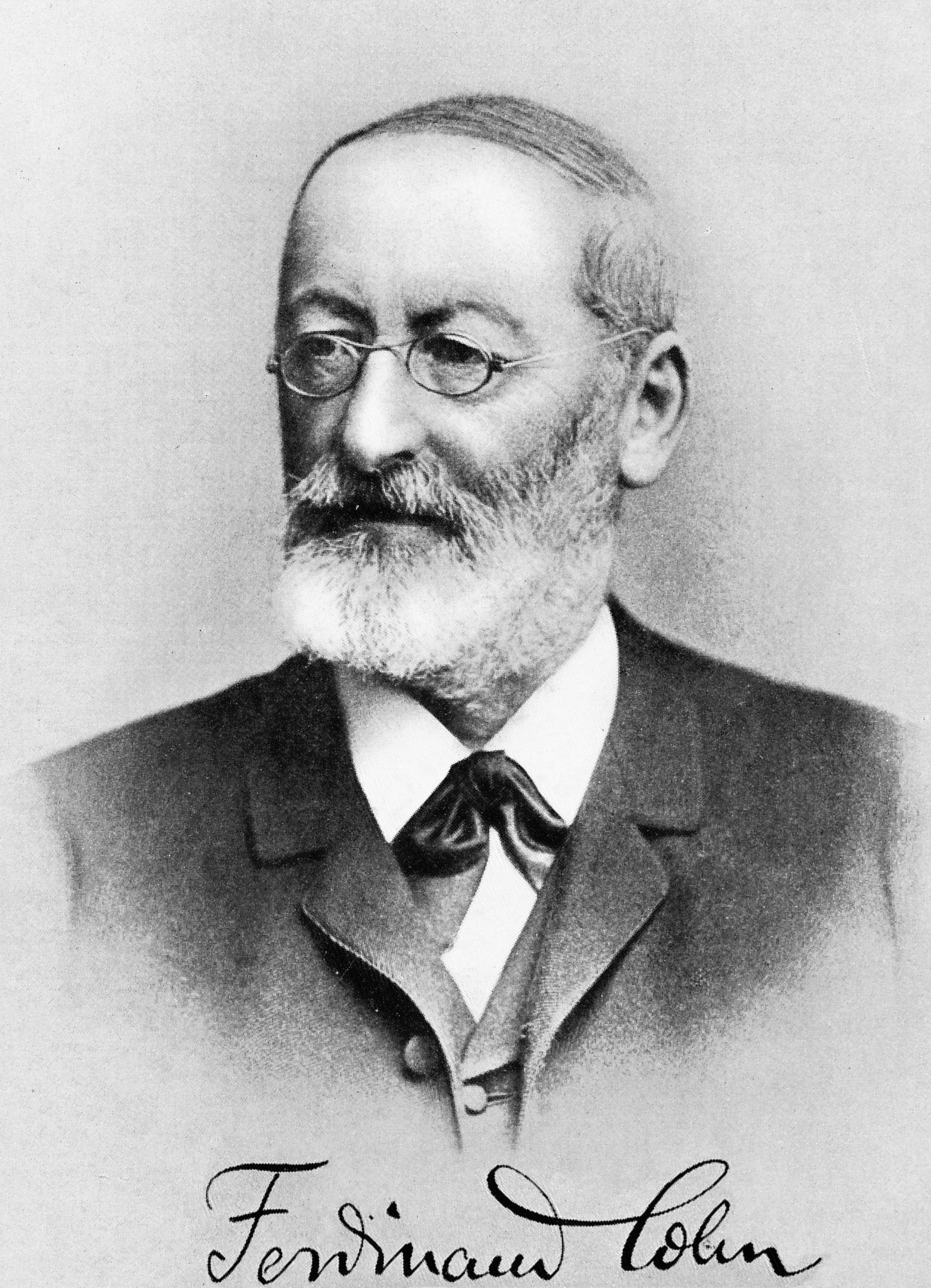
Ferdinand Julius Cohn

- 20 janvier : Cyrille Souillard (mort en 1898), astronome et mathématicien français.
- 24 janvier : Ferdinand Julius Cohn (mort en 1898), botaniste et microbiologiste allemand.

- 16 avril : Édouard Cumenge (mort en 1902), ingénieur et minéralogiste français.

- 2 mai : Désiré Charnay (mort en 1915), explorateur, archéologue et photographe français.
- 5 mai : Albert Marth (mort en 1897), astronome allemand.

- 2 juin : Wilfred Hudleston Hudleston (mort en 1909), géologue britannique.
- 6 juin : Claude Sosthène Grasset d'Orcet (mort en 1900), archéologue français.
- 19 juin : Charles Tellier (mort en 1913), ingénieur français, inventeur des premières machines frigorifiques.
- 21 juin : Ferdinand André Fouqué (mort en 1904), géologue français.

- 29 août : Charles-Joseph Tissot (mort en 1884), diplomate, archéologue français.

- 3 septembre : Frank Calvert (mort en 1908), diplomate anglais et archéologue amateur.
- 10 septembre : William Mathews (mort en 1901), géomètre, alpiniste et botaniste britannique.
- 14 septembre : William Henry Brewer (mort en 1910), chimiste, géologue et botaniste américain.
- 15 septembre : Alexandre Boutlerov (mort en 1886), chimiste russe.
- 22 septembre : Heinrich Agathon Bernstein (mort en 1865), naturaliste-voyageur hollandais.

- 31 octobre : Joseph Wilson Swan (mort en 1914), chimiste britannique, inventeur de la lampe à incandescence dans une ampoule sous vide.

- 12 novembre : Gustave de Closmadeuc (mort en 1918), chirurgien et archéologue français.

- 8 décembre : Pierre Émile Levasseur (mort en 1911), historien, économiste, géographe et statisticien français.
- 15 décembre : Édouard Delessert (mort en 1898), peintre, archéologue et photographe français.
- 22 décembre : Eduard Schönfeld (mort en 1891), astronome allemand.

## Décès

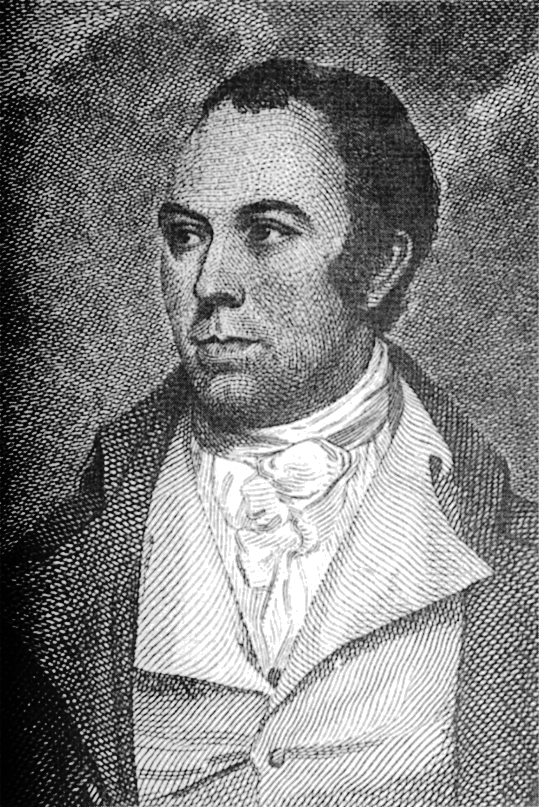
Thomas Bewick

- 17 mars : James Edward Smith (né en 1759), botaniste britannique.

- 2 avril :
  - Samuel Frederick Gray (né en 1766), botaniste et pharmacien britannique.
  - William Phillips (né en 1775), géologue anglais.

- 8 août : Carl Peter Thunberg (né en 1743), naturaliste suédois.
- 22 août : Franz Joseph Gall (né en 1758), médecin allemand, considéré comme le père fondateur de la phrénologie.
- 27 août : Eise Eisinga (né en 1744), astronome amateur néerlandais.

- 3 septembre : Jean Boniface Textoris (né en 1773), chirurgien français, médecin en chef de la Marine impériale.
- 25 septembre : Barnabé Brisson (né en 1777), ingénieur des ponts et chaussées et mathématicien français.

- 26 octobre : Albrecht Daniel Thaer (né en 1752), médecin et agronome allemand.

- 8 novembre : Thomas Bewick (né en 1753), graveur et ornithologue britannique.

- 18 décembre : Jean-Pierre Boudet (né en 1778), pharmacien et chimiste français.
- 22 décembre : William Hyde Wollaston (né en 1766), chimiste anglais qui a découvert le palladium et le rhodium.